# Приготовьте ваши носовые платки
«Приготовьте ваши носовые платки» (фр. «Préparez vos mouchoirs»), встречается также вариант перевода «Пригото́вьте носовы́е платки́»  — фильм режиссёра Бертрана Блие, вышедший в 1978 году. В 1979 году фильм получил премию «Оскар» за лучший фильм на иностранном языке, премию «Сезар» за лучшую музыку и был номинирован на премию «Золотой глобус» за лучший зарубежный фильм.

## Сюжет
Рауль, который очень любит свою жену Соланж, обеспокоен её депрессией и частыми недомоганиями. Думая, что дело в нём, он предлагает ей начать роман с другим мужчиной, которым случайно оказывается обедавший в том же кафе Стефан. Тот шокирован этим предложением и поначалу отказывается, однако из дальнейшего общения с Раулем узнаёт, что, по-видимому, единственным исцелением для Соланж станет беременность. Поскольку Раулю не удалось достичь этой цели, тот предлагает Стефану попытать счастья.

## В ролях
- Жерар Депардьё — Рауль
- Кароль Лор (фр.) — Соланж
- Патрик Девер — Стефан
- Мишель Серро — Сосед
- Ритон Либман — Кристиан Белой
- Жан Ружери — Месьё Белой
- Элеонора Хирт — Мадам Белой